# Ammeia pulchella
Ammeia pulchella är en stekelart som beskrevs av Vittorio Luigi Delucchi 1962. Ammeia pulchella ingår i släktet Ammeia och familjen puppglanssteklar.
Artens utbredningsområde är:
- Tjeckien.
- Slovakien.
- Marocko.
- Spanien.

Inga underarter finns listade i Catalogue of Life.